# Volksbank Ostlippe
Die Volksbank Ostlippe eG ist eine deutsche Genossenschaftsbank mit Sitz in der nordrhein-westfälischen Stadt Blomberg im Kreis Lippe.

## Geschichte
Die heutige Volksbank Ostlippe eG wurde am 14. Dezember 1913 gegründet und entstand im Jahr 1971 als Volksbank Ostlippe eGmbH durch die Fusion der Volksbank Blomberg eGmbH mit der Spar- und Darlehnskasse Rischenau eGmbH mit dem Sitz in Rischenau und der Spar- und Darlehnskasse Schieder-Schwalenberg eGmbH mit dem Sitz in Schieder-Schwalenberg.

## Rechtsverhältnisse
Die Volksbank Ostlippe eG ist im Genossenschaftsregister beim Amtsgericht Lemgo unter GnR 131 eingetragen.

## Organisationsstruktur
Rechtsgrundlagen sind das Genossenschaftsgesetz und die durch die Vertreterversammlung beschlossene Satzung. Organe der Bank sind der Vorstand, der Aufsichtsrat und die Vertreterversammlung.

## Sicherungseinrichtung
Die Volksbank Ostlippe eG ist der amtlich anerkannten Sicherungseinrichtung des Bundesverbandes der Deutschen Volksbanken und Raiffeisenbanken GmbH und der zusätzlichen freiwilligen Sicherungseinrichtung des Bundesverbandes der Deutschen Volksbanken und Raiffeisenbanken e.V. angeschlossen.

## Geschäftsausrichtung
Die Volksbank Ostlippe eG betreibt das Universalbankgeschäft. Im Verbundgeschäft arbeitet sie mit der DZ Bank, R+V Versicherung, Bausparkasse Schwäbisch Hall, Teambank, VR Leasing, DZ Hyp und der Union Investment zusammen.

## Geschäftsgebiet
Das Geschäftsgebiet liegt im Osten des Kreises Lippe.
An diesen Orten betreibt die Bank Filialen:
- Blomberg (Hauptstelle, jur. Sitz)
- Schieder (Geschäftsstelle)
- Rischenau (Geschäftsstelle)